# Copa Libertadores da América de Futebol Feminino de 2011
A Copa Libertadores de Futebol Feminino de 2011 é a terceira edição da competição organizada pela Confederação Sul-Americana de Futebol (CONMEBOL). Acontece entre 13 e 27 de novembro e é realizada novamente no estado de São Paulo só que desta vez em São José dos Campos.
A CONMEBOL analisou a possibilidade de aumentar o número de participantes de 10 para 12, colocando o campeão da edição anterior e o campeão japonês já no torneio desse ano. Em 18 de outubro de 2011, a entidade aprovou o regulamento da competição e a edição contará com 12 equipes participantes: as dez campeãs nacionais, o Santos, campeã da edição anterior, e o São José-SP, equipe anfitriã. As equipes foram divididas em três grupos de quatro equipes cada. Os primeiros colocados de cada grupo e o melhor segundo colocado de todos os grupos avançarão para as semifinais.

## Equipes participantes
Estas são as equipes participantes:
| Associação | Equipe               | Classificado por                          |
| ---------- | -------------------- | ----------------------------------------- |
| CONMEBOL   | Santos               | Campeã da Libertadores Feminina de 2010   |
| CONMEBOL   | São José-SP          | Representante do país anfitrião           |
| Argentina  | Boca Juniors         | Campeã do Campeonato Argentino de 2010-11 |
| Bolívia    | Gerimex              | Campeã do Campeonato Boliviano de 2011    |
| Brasil     | Duque de Caxias      | Campeã da Copa do Brasil de 2010          |
| Chile      | Colo-Colo            | Campeã do Campeonato Chileno de 2010      |
| Colômbia   | Formas Íntimas       | Vencedor da partida de classificação      |
| Equador    | LDU Quito            | Campeã do Campeonato Equatoriano de 2011  |
| Paraguai   | Universidad Autónoma | Campeã do Campeonato Paraguaio de 2010    |
| Peru       | Sport Girls          | Campeã do Campeonato Peruano de 2011      |
| Uruguai    | Nacional             | Campeã do Campeonato Uruguaio de 2010     |
| Venezuela  | Caracas              | Campeã do Campeonato Venezuelano de 2011  |

## Sede
| São José dos Campos     | São José dos Campos |
| ----------------------- | ------------------- |
| Estádio Martins Pereira | São José dos Campos |
| Capacidade: 15 317      | São José dos Campos |
| Estádio Martins Pereira | São José dos Campos |
| São José dos Campos     | São José dos Campos |
| Estádio ADC Parahyba    | São José dos Campos |
| Capacidade: 2 500       | São José dos Campos |
| Estádio ADC Parahyba    | São José dos Campos |

## Árbitros
A Comissão de Árbitros da CONMEBOL selecionou dez árbitros e dez assistentes para o torneio.
| Árbitros               | Assistentes               |
| ---------------------- | ------------------------- |
| ARG Estela Álvarez     | ARG María Laura Fortunato |
| BOL Cándida Colque     | BOL Liliana Bejarano      |
| BRA Ana Karina Marques | BRA Katiuscia Mendonça    |
| CHI Carolina González  | CHI Loreto Andrea Toloza  |
| COL Yeimi Martínez     | COL Luz Amalia Ruíz       |

| Árbitros              | Assistentes           |
| --------------------- | --------------------- |
| ECU Juana Delgado     | ECU Mónica Amboya     |
| PAR Norma González    | PAR Rossana Salinas   |
| PER Melany Bermejo    | PER Carmen Retuerto   |
| URU Gabriela Bandeira | URU Luciana Mascaraña |
| VEN Yanina Mujica     | VEN Isley Delgado     |

## Primeira fase
Na primeira fase, as 12 equipes estão divididas em três grupos com quatro equipes cada. Se classificam para as semifinais as três equipes primeiras colocadas de cada grupo e a melhor equipe segunda colocada de todos os grupos.
Em 31 de outubro, a CONMEBOL divulgou a divisão dos grupos e a lista de partidas da primeira fase.
Todas as partidas estão no horário local (UTC−3).

### Grupo A
| Time                 | Pts | J | V | E | D | GP | GC | SG  |
| -------------------- | --- | - | - | - | - | -- | -- | --- |
| Colo-Colo            | 7   | 3 | 2 | 1 | 0 | 9  | 3  | +6  |
| Universidad Autónoma | 5   | 3 | 1 | 2 | 0 | 7  | 3  | +4  |
| Duque de Caxias      | 4   | 3 | 1 | 1 | 1 | 5  | 2  | +3  |
| Sport Girls          | 0   | 3 | 0 | 0 | 3 | 1  | 14 | -13 |

| 13 de novembro | Universidad Autónoma         | 2 – 2     | Colo-Colo                          | Estádio ADC Parahyba, São José dos Campos |
| 10:00          | N. Cuevas 47' · Quintana 78' | Relatório | Santibáñez 33' · Quezada 50' (pen) | Árbitro: ARG Estela Álvarez               |

| 13 de novembro | Duque de Caxias                                 | 4 – 0     | Sport Girls | Estádio ADC Parahyba, São José dos Campos |
| 12:15          | Néia 5' · Camila 42' · Bárbara 58' · Dayany 83' | Relatório |             | Árbitro: VEN Yanina Mujica                |

| 16 de novembro | Duque de Caxias | 0 – 0     | Universidad Autónoma | Estádio ADC Parahyba, São José dos Campos |
| 15:45          |                 | Relatório |                      | Árbitro: URU Gabriela Bandeira            |

| 16 de novembro | Sport Girls | 0 – 5     | Colo-Colo                                                  | Estádio Martins Pereira, São José dos Campos |
| 18:00          |             | Relatório | Banini 32' · Quezada 55' · Araya 61', 83' · Santibáñez 72' | Árbitro: BOL Cándida Colque                  |

| 19 de novembro | Duque de Caxias | 1 – 2     | Colo-Colo                     | Estádio ADC Parahyba, São José dos Campos |
| 10:00          | Bárbara 46'     | Relatório | Quezada 32' · Araya 76' (pen) | Árbitro: ARG Estela Álvarez               |

| 19 de novembro | Universidad Autónoma                               | 5 – 1     | Sport Girls   | Estádio ADC Parahyba, São José dos Campos |
| 12:15          | Izquierdo 23', 24' · Quintana 28' · Rivas 64', 88' | Relatório | Santillán 72' | Árbitro: ECU Juana Delgado                |

### Grupo B
| Time     | Pts | J | V | E | D | GP | GC | SG  |
| -------- | --- | - | - | - | - | -- | -- | --- |
| Santos   | 9   | 3 | 3 | 0 | 0 | 15 | 2  | +13 |
| Caracas  | 6   | 3 | 2 | 0 | 1 | 13 | 4  | +9  |
| Gerimex  | 1   | 3 | 0 | 1 | 2 | 1  | 10 | -9  |
| Nacional | 1   | 3 | 0 | 1 | 2 | 1  | 13 | -12 |

| 14 de novembro | Nacional   | 1 – 1     | Gerimex | Estádio Martins Pereira, São José dos Campos |
| 16:45          | Loayza 49' | Relatório | Yun 53' | Árbitro: BRA Ana Karina Marques              |

| 14 de novembro | Santos                                     | 4 – 2     | Caracas       | Estádio Martins Pereira, São José dos Campos |
| 19:00          | Chú 2', 28' · Glaucia 46' · Esterzinha 78' | Relatório | Viso 32', 74' | Árbitro: CHI Carolina González               |

| 17 de novembro | Nacional | 0 – 5     | Caracas                                       | Estádio Martins Pereira, São José dos Campos |
| 13:30          |          | Relatório | Viso 5', 28', 30' · Ascanio 53' · Basanta 70' | Árbitro: ECU Juana Delgado                   |

| 17 de novembro | Santos                                      | 4 – 0     | Gerimex | Estádio Martins Pereira, São José dos Campos |
| 16:00          | Érika 30' · Karen 63' · Dani 70' · Gabi 86' | Relatório |         | Árbitro: COL Yeimi Martínez                  |

| 20 de novembro | Gerimex | 0 – 6     | Caracas                                                    | Estádio Martins Pereira, São José dos Campos |
| 18:45          |         | Relatório | Viso 5', 77', 84' · Bandres 11' · Ascanio 21' · Flores 24' | Árbitro: PAR Norma González                  |

| 20 de novembro | Nacional | 0 – 7     | Santos                                                           | Estádio Martins Pereira, São José dos Campos |
| 21:00          |          | Relatório | Glaucia 3', 72' · Angélica 29' · Karen 36', 76' · Érika 39', 57' | Árbitro: COL Yeimi Martínez                  |

### Grupo C
| Time           | Pts | J | V | E | D | GP | GC | SG |
| -------------- | --- | - | - | - | - | -- | -- | -- |
| São José-SP    | 7   | 3 | 2 | 1 | 0 | 7  | 4  | +3 |
| Formas Íntimas | 4   | 3 | 1 | 1 | 1 | 9  | 9  | 0  |
| LDU Quito      | 3   | 3 | 1 | 0 | 2 | 6  | 6  | 0  |
| Boca Juniors   | 3   | 3 | 1 | 0 | 2 | 5  | 8  | -3 |

| 15 de novembro | São José-SP             | 2 – 0     | LDU Quito | Estádio Martins Pereira, São José dos Campos |
| 15:45          | Daniele Batista 9', 47' | Relatório |           | Árbitro: PER Melany Bermejo                  |

| 15 de novembro | Boca Juniors            | 2 – 3     | Formas Íntimas                                         | Estádio Martins Pereira, São José dos Campos |
| 18:00          | Santana 2' · Potassa 8' | Relatório | Andrade 33' (pen) · Rodallega 67' · Peñaloza 87' (pen) | Árbitro: PAR Norma González                  |

| 18 de novembro | Formas Íntimas           | 2 – 3     | LDU Quito              | Estádio Martins Pereira, São José dos Campos |
| 15:30          | Andrade 30' · Cuesta 52' | Relatório | Quinteros 4', 39', 45' | Árbitro: PER Melany Bermejo                  |

| 18 de novembro | Boca Juniors | 0 – 1     | São José-SP | Estádio Martins Pereira, São José dos Campos |
| 18:00          |              | Relatório | Poliana 60' | Árbitro: BOL Cándida Colque                  |

| 21 de novembro | Formas Íntimas                             | 4 – 4     | São José-SP                                         | Estádio Martins Pereira, São José dos Campos |
| 15:30          | Cuesta 64', 75' · Garcia 71' · Montoya 79' | Relatório | Daniele Batista 9', 39' · Poliana 33' · Rafaela 79' | Árbitro: CHI Carolina González               |

| 21 de novembro | Boca Juniors                              | 4 – 2     | LDU Quito              | Estádio Martins Pereira, São José dos Campos |
| 18:00          | Ojeda 15', 21' · Potassa 47' · Bruzca 72' | Relatório | Riera 65' · Burgos 90' | Árbitro: BRA Ana Karina Marques              |

### Melhor segundo colocado
O melhor segundo colocado de todos os grupos também avança para as semifinais.
| Time                 | Pts | J | V | E | D | GP | GC | SG | Grupo |
| -------------------- | --- | - | - | - | - | -- | -- | -- | ----- |
| Caracas              | 6   | 3 | 2 | 0 | 1 | 12 | 4  | +8 | B     |
| Universidad Autónoma | 5   | 3 | 1 | 2 | 0 | 7  | 3  | +4 | A     |
| Formas Íntimas       | 4   | 3 | 1 | 1 | 1 | 9  | 9  | 0  | C     |

## Fase final
A fase final terá a seguinte composição:
|  | Semifinais                               | Semifinais                               |   |                                          | Final                                    | Final |  |
|  |                                          |                                          |   |                                          |                                          |       |  |
|  | 24 de novembro - Estádio Martins Pereira |                                          |   |                                          |                                          |       |  |
|  | Santos                                   | 1                                        |   |                                          |                                          |       |  |
|  | São José-SP                              | 2                                        |   |                                          |                                          |       |  |
|  |                                          |                                          |   |                                          |                                          |       |  |
|  |                                          |                                          |   |                                          | 27 de novembro - Estádio Martins Pereira |       |  |
|  |                                          |                                          |   |                                          | São José-SP                              | 1     |  |
|  |                                          | Colo-Colo                                | 0 |                                          |                                          |       |  |
|  |                                          |                                          |   |                                          |                                          |       |  |
|  |                                          |                                          |   |                                          |                                          |       |  |
|  |                                          |                                          |   |                                          | Terceiro lugar                           |       |  |
|  | 24 de novembro - Estádio Martins Pereira | 24 de novembro - Estádio Martins Pereira |   | 27 de novembro - Estádio Martins Pereira | 27 de novembro - Estádio Martins Pereira |       |  |
|  | Colo-Colo                                | 4                                        |   | Santos                                   | 6                                        |       |  |
|  | Caracas                                  | 1                                        |   |                                          | Caracas                                  | 0     |  |

### Semifinais
| 24 de novembro | Colo-Colo                                         | 4 – 1     | Caracas  | Estádio Martins Pereira, São José dos Campos |
| 16:00          | Santibáñez 29', 32' · Aedo 46' · Rengel 71' (g.c) | Relatório | Viso 16' | Árbitro: COL Yeimi Martínez                  |

| 24 de novembro | Santos   | 1 – 2     | São José-SP                  | Estádio Martins Pereira, São José dos Campos |
| 18:30          | Érika 1' | Relatório | Formiga 44' · Francielle 85' | Árbitro: PAR Norma González                  |

### Disputa do 3º colocado
| 27 de novembro | Santos | 6 – 0 | Caracas | Estádio Martins Pereira, São José dos Campos |
| 9:45           |        |       |         |                                              |

### Final
| 27 de novembro | São José-SP | 1 – 0     | Colo-Colo | Estádio Martins Pereira, São José dos Campos |
| 12:00          | Poliana 50' | Relatório |           | Público: 14 900 Árbitro: ECU Juana Delgado   |

## Premiação
| Copa Libertadores da América Feminina de 2011 |
| --------------------------------------------- |
| SÃO JOSÉ - SP Campeão (1º título)             |

## Artilharia
| 9 gols (1) - VEN Ysaura Viso (Caracas) 4 gols (3) - BRA Érika (Santos) - BRA Daniele Batista (São José-SP) - CHI Bárbara Santibáñez (Colo-Colo) 3 gols (7) - BRA Glaucia (Santos) - BRA Karen (Santos) - BRA Poliana (São José-SP) - CHI Nathalie Quezada (Colo-Colo) - CHI Karen Araya (Colo-Colo) - COL Yisela Cuesta (Formas Íntimas) - ECU Mónica Quinteros (LDU Quito) - PAR Dulce Quintana (Universidad Autónoma) 2 gols (9) - ARG María Belén Potassa (Boca Juniors) - ARG Andrea Ojeda (Boca Juniors) - BRA Chú (Santos) - COL Lady Andrade (Formas Íntimas) - PAR Verónica Riveros (Universidad Autónoma) - VEN Yusmery Ascanio (Caracas) | 1 gol (30) - ARG Vanesa Santana (Boca Juniors) - ARG Carmen Bruzca (Boca Juniors) - BOL Giovanna Yun (Gerimex) - BRA Néia (Duque de Caxias) - BRA Camila (Duque de Caxias) - BRA Bárbara (Duque de Caxias) - BRA Dayany (Duque de Caxias) - BRA Maranhão (Duque de Caxias) - BRA Esterzinha (Santos) - BRA Angélica (Santos) - BRA Dani (Santos) - BRA Gabi (Santos) - BRA Formiga (São José-SP) - BRA Franciele (São José-SP) | 1 gol (continuação) - BRA Rafaela (São José-SP) - CHI Estefanía Banini (Colo-Colo) - CHI Yanara Aedo (Colo-Colo) - COL Carmen Rodallega (Formas Íntimas) - COL Yenifer Peñaloza (Formas Íntimas) - COL Katherine Garcia (Formas Íntimas) - COL Daniela Montoya (Formas Íntimas) - ECU Madelin Riera (LDU Quito) - ECU Ligia Burgos (LDU Quito) - PAR Noelia Cuevas (Universidad Autónoma) - PAR Silvia Getto (Universidad Autónoma) - PER Daysi Aubert (Sport Girls) - URU Palmira Loayza (Nacional) - VEN Leurys Basanta (Caracas) - VEN Lisbeth Bandres (Caracas) - VEN Ruthlesby Flores (Caracas) |